# Ум
Умът обхваща познавателните и аналитични способности на човека. Анализира се по различни начини от различните течения – от панпсихизма и анимизма до традиционните и организирани религиозни системи, както и от светската и материалистична философия. Повечето то тях приемат, че основни характеристики на ума са способността за формиране на съзнателен опит и интелигентното мислене. Като характеристиките на ума се включват възприятие, разум, въображение, памет, емоция, внимание и способност за комуникация. Съвременните теории отнасят към тях и множество несъзнателни процеси.
Теориите за ума и неговото функциониране са многобройни. Най-ранните известни разсъждения по този въпрос са на Заратустра, Сидхарта Гаутама, Платон, Аристотел и други древногръцки, индийски, ислямски и средновековни европейски философи. Предмодерните разбирания за ума, като това за неоплатоническия нус, го разглеждат като аспект на душата – едновременно божествен и безсмъртен, свързващ човешкото мислене със самия неизменен принцип на реда на космоса.
Спорен е въпросът кои са атрибутите, съставящи ума. Някои психолози смятат, че само „висшите“ интелектуални функции, най-вече разума и паметта, могат да се смятат за съставни части на ума. От тази гледна точка емоциите, като любов, омраза, страх, радост, имат по-примитивен или субективен характер и трябва да се разглеждат като различни от ума сам по себе си. Други автори смятат, че различните рационални и емоционални състояния не могат да бъдат разграничени по такъв начин, че те имат обща природа и произход и следователно всички те трябва да се разглеждат заедно като част от това, което наричаме ум.
В разговорна употреба „ум“ често е синоним на способността за мислене – частният разговор със самите нас, който водим „в главите си“. Така хората си „наумяват“ нещо или нещо им „идва наум“. Една от основните характеристики на ума в този смисъл е, че той е лично пространство, до което никой, освен неговия притежател няма достъп.

## Функции
В дейността на ума могат да бъдат разграничени няколко основни функции. Мисленето е умствена дейност, която дава възможност на хората да осмислят нещата от света и да ги представят и интерпретират по начини, които са смислени или съответстват на техните нужди, влечения, цели, планове, желания и т.н. Мисленето използва символично или семантично представяне на идеи или данни, например при формирането на понятия, решаването на задачи, аргументирането или вземането на решения. Свързани с мисленето понятия са обмисляне, когнитивност, идеиране, дискурс и въображение.
Мисленето понякога се определя като „висша“ когнитивна функция, а анализът на мисловните процеси е предмет на когнитивната психология. То е и тясно свързано със способността на хората да изработват и използват инструменти, да осъзнават причинно-следствените връзки, да разпознават смислени модели, да схващат и разкриват уникални контексти на опита или дейността и да реагират на света по смислен начин.
Паметта е способността за запазване, съхранение и по-късно възстановяване на знание, информация или опит. Паметта е една от постоянните теми на философията, а в края на 19 век и началото на 20 век тя се изследването на паметта се превръща в една от темите на изследване в рамките на парадигмите на когнитивната психология. В края на 20 век тези изследвания залягат в основата на една нова научна област, когнитивната неврология, която свързва когнитивната психология с неврологията. Темата за паметта е разглеждана по особено усложнен начин в някои от класическите произведения на литературата на 20 век, например в романа на Марсел Пруст „По следите на изгубеното време“.
Въображението е дейността, създаваща или предизвикваща в ума нови ситуации, образи, идеи или други квалии. То представлява специфично субективна дейност, а не пряк или пасивен опит. Сред различните практически функции на въображението са способността за предвиждане на възможно бъдеще развитие, за виждане на нещата от чужда гледна точка и за промяна на начина на възприемане на нещата, включително като се вземат решения за извършване или за реакция срещу въобразеното.
Съзнанието при човека и другите бозайници е аспект на ума, обхващаш качества като субективност, чувствителност и способността за възприемане на връзката между личността и окръжаващата я среда. То е предмет на изследване на философията на съзнанието, психологията, неврологията и когнитивната наука. Някои философи разделят съзнанието на феноменално съзнание, обхващащо самия субективен опит, и достъпно съзнание, отнасящо се за глобалното наличие на информация в обработващите системи на мозъка.
Като умствено съдържание се определят обектите, за които се смята, че се намират в ума и се образуват и манипулират чрез умствените процеси и функции. Примери за такова умствено съдържание са мислите, понятията, спомените, емоциите, усещанията и намеренията. Съществуват няколко философски теории, целящи да обяснят умственото съдържание: интернализъм, екстернализъм, непряк реализъм и интенционалност.

## Философия
Умът, неговите характеристики и умствените дейности и функции са сред основните обекти на изследване на философията на съзнанието. Неин централен проблем е този за отношението между съзнанието и материалното тяло. Двете основни течения, опитващи се да разрешат този проблем са дуализмът и монизмът.

### Дуализъм
Според дуалистичното схващане, умът и тялото са разделени един от друг. То може да бъде проследено в историята до Платон, Аристотел и индийските философски школи санкхя и йога, но е най-точно формулирано от Рене Декарт през 17 век. Дуализмът на субстанциите смята умът за самостоятелна от материята субстанция, а дуализмът на свойствата го разглежда като група отделни свойства, които се пораждат от мозъка и не могат да бъдат сведени до него, но в същото време не са самостоятелна субстанция.
Философът от 20 век Мартин Хайдегер смята, че субективният опит и дейност (т.е. умът) изобщо не могат да бъдат разглеждани в контекста на декартовите субстанции, притежаващи свойства, независимо дали самият ум се приема за самостоятелна субстанция или не. Причина за това е, че природата на субективния, качествен опит е онтологично некохерентна в контекста на субстанциите, притежаващи свойства.

## Физиология
Според съвременната биология функционирането на ума е концентрирано в централната нервна система, като основна роля играе главният мозък. При повечето животни той е разположен в главата, защитен механично от череп и в близост до основните сетивни органи на зрението, слуха, равновесиета, вкуса и обонянието.

## Изкуствен интелект
Според теорията на изкуствения интелект основни човешки качества като познавателността и интелигентността могат да бъдат точно дефинирани и описани и по този начин симулирани от механизирани алгоритми. Изследванията в областта на изкуствения интелект са силно специализирани, обособени в няколко подобласти, които често не успяват да взаимодействат ефективно. Моделирането на човешкия ум все още представлява за науката далечна перспектива. Според академик Амосов е възможно създаването на изкуствен разум, който може да представлява потенциална опасност за човека. Според него „съществува още по-далечна перспектива да се измени биологията на човека, възможност неговият интелект да нарасне неограничено чрез симбиоза с изкуствения разум“.